# A Calgary Flames játékosainak listája
A Calgary Flames egy profi jégkorong csapat a National Hockey League-ben. Itt azok a játékosok találhatók meg, akik legalább egy mérkőzésen pályára léptek a csapat színeiben.
| Ábécé szerinti tartalomjegyzék                      |
| --------------------------------------------------- |
| A B C D E F G H I J K L M N O P Q R S T U V W X Y Z |

## A

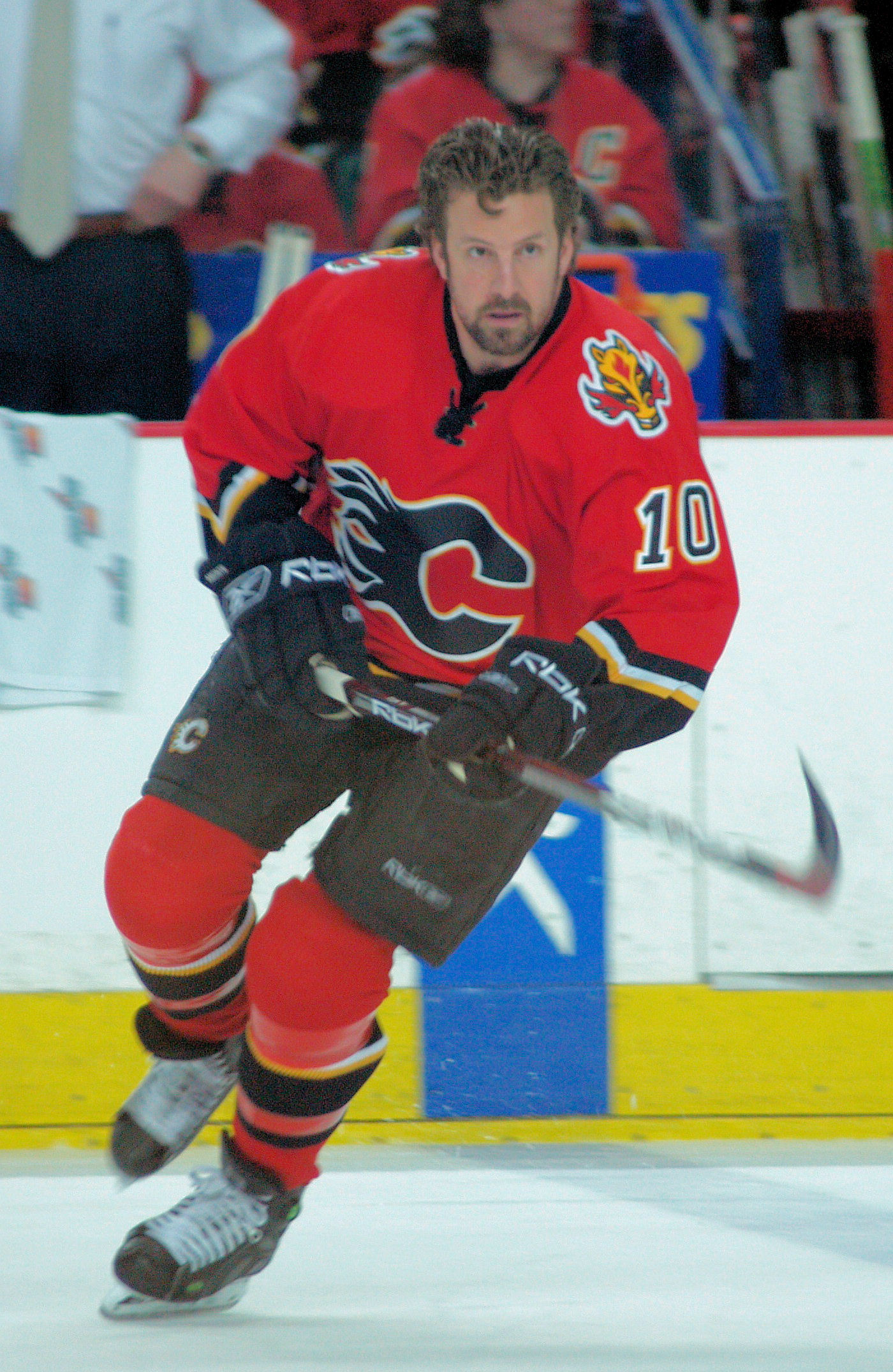
Tony Amonte

- Kenneth Agostino,
- Peter Ahola,
- Tommy Albelin,
- Akim Aliu,
- Jamie Allison,
- Tony Amonte,
- Erik Andersson,
- Niklas Andersson,
- Bill Arnold,
- Brent Ashton,
- Adrian Aucoin,

## B
- Anton Babcsuk,
- Mikael Backlund
- Sven Baertschi,
- Carter Bancks
- Robin Bartell,
- Bob Bassen,
- Paul Baxter,
- Ed Beers,
- Steve Begin,
- Wade Belak,
- Sam Bennett
- Perry Berezan,
- Jonas Bergqvist,
- Tim Bernhardt,
- Reto Berra,
- Craig Berube,
- Blair Betts,
- Chad Billins
- Bob Bodak,
- Dan Bolduc,
- Brandon Bollig,
- Nyikolaj Borsevszkij,
- Jason Botterill,
- Dan Bouchard,
- Joel Bouchard,
- Brian Boucher,
- Bob Boughner,
- Lance Bouma,
- Charlie Bourgeois,
- Rene Bourque,
- Jay Bouwmeester,
- Dustin Boyd,
- Steve Bozek,
- Brian Bradley,
- Fred Brathwaite,
- Christopher Breen,
- Mel Bridgman,
- Travis Brigley,
- T. J. Brodie,
- Jeff Brubaker,
- Randy Bucyk,
- Mike Bullard,
- Valerij Bure,
- Marc Bureau,
- Chris Butler,
- Petr Buzek,
- Paul Byron,

## C

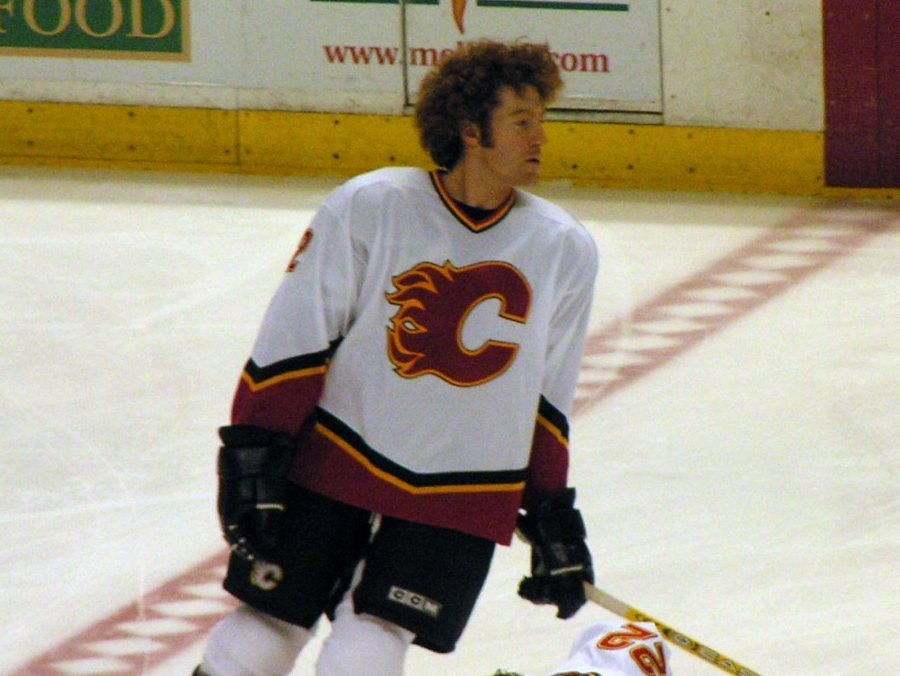
Mike Commodore

- Mike Cammalleri,
- Brett Carson,
- Andrew Cassels,
- Gino Cavallini,
- Eric Charron,
- Rich Chernomaz,
- Steve Chiasson,
- Tom Chorske,
- Guy Chouinard,
- Ryan Christie,
- Steve Christoff,
- Shane Churla,
- Chris Clark,
- Bill Clement,
- Joe Colborne,
- Blake Comeau,
- Mike Commodore,
- Pat Conacher,
- Craig Conroy,
- Rene Corbet,
- Yves Courteau,
- Jeff Cowan,
- Craig Coxe,
- Mark Cundari,
- Tony Curtale,
- Denis Cyr,

## D
- Marc D'Amour,
- Doug Dadswell,
- Kevin Dahl,
- Chris Dahlquist,
- Nigel Dawes,
- Dale DeGray,
- Guillaume Desbiens,
- Raphael Diaz,
- Chris Dingman.
- Bobby Dollas,
- Róbert Döme,
- Hnat Domenichelli,
- Shean Donovan,
- Jim Dowd,
- Chris Drury,
- Ted Drury,
- Steve Dubinsky,
- Richie Dunn,
- Micki DuPont,
- Mike Dwyer,

## E
- Bruce Eakin,
- Dallas Eakins,
- Mike Eaves,
- Don Edwards,
- Neil Eisenhut,
- Kari Eloranta,
- Brian Engblom,
- Deryk Engelland,
- Anders Eriksson,
- Len Esau,
- Brennan Evans,
- Dean Evason,

## F

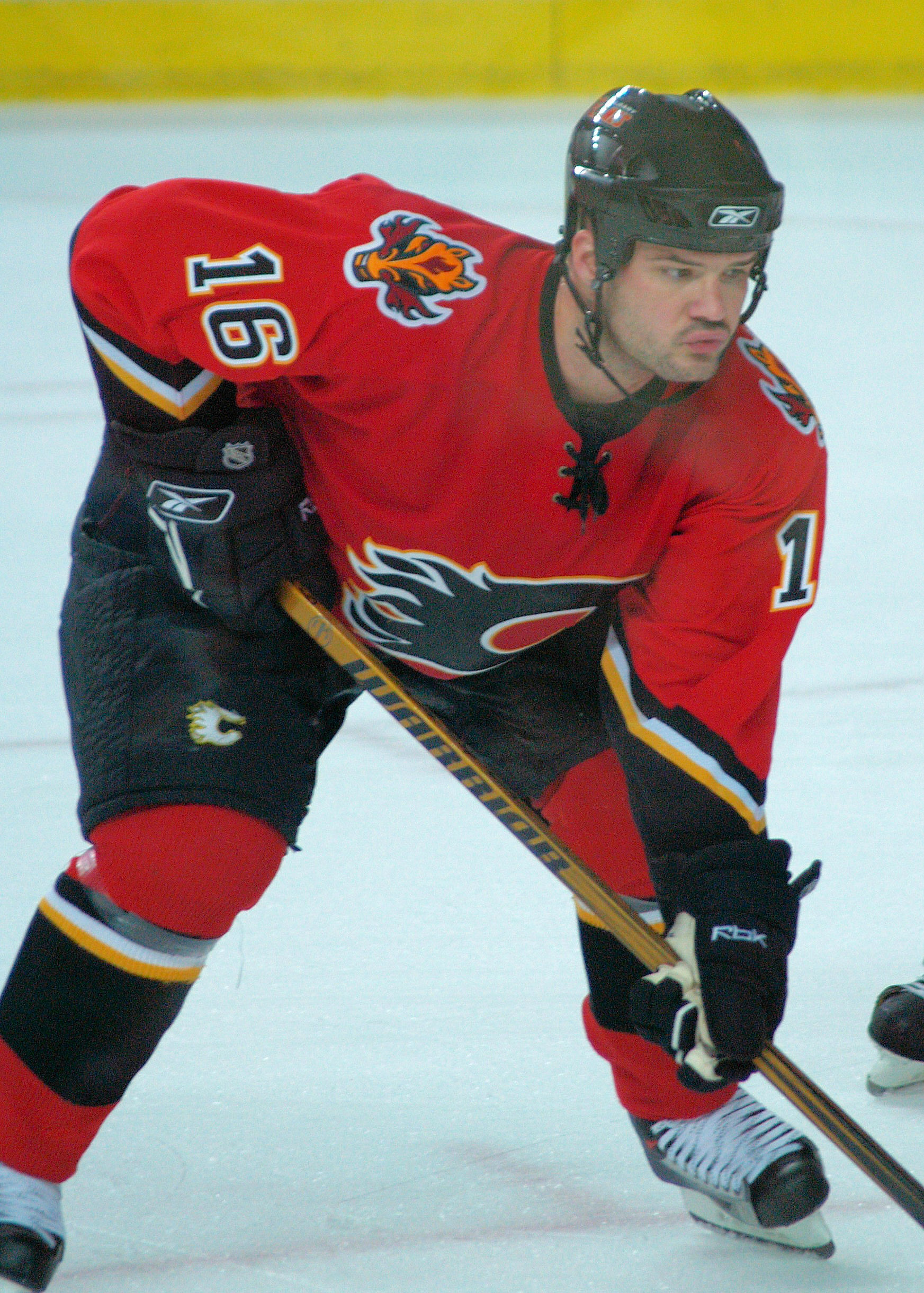
Jeff Friesen

- Rico Fata,
- Glen Featherstone,
- Paul Fenton,
- Andrew Ference,
- Brad Ference,
- Craig Ferguson,
- Micheal Ferland
- Theoren Fleury,
- Tomas Forslund,
- Nick Fotiu,
- Jeff Friesen,
- Mark Freer,
- Michael Frolík,
- Grant Fuhr,

## G
- Dave Gagner,
- T.J. Galiardi,
- Tyrone Garner,
- Johnny Gaudreau,
- Denis Gauthier,
- Aaron Gavey,
- Martin Gelinas,
- Carsen Germyn,
- Jean-Sebastien Giguere,
- Doug Gilmour,
- Mark Giordano,
- Curtis Glencross,
- Brian Glynn,
- Eric Godard,
- Alekszandr Gogynyuk,
- Bobby Gould,
- Markus Granlund,
- Benoit Gratton,
- Josh Green,
- Mark Greig,
- Stu Grimson,
- Steve Guenette,
- Kevan Guy,

## H
- David Haas,
- Marc Habscheid,
- Niklas Hagman,
- David Hale,
- Dougie Hamilton,
- Gord Hampson,
- Roman Hamrlík,
- Scott Hannan,
- Ben Hanowski,
- Keith Hanson,
- Todd Harkins,
- Tim Harrer,
- Dwayne Hay,
- Shawn Heaphy,
- Sami Helenius,
- Jukka Hentunen,
- Chris Higgins,
- Jonas Hiller,
- Dave Hindmarch,
- Jamie Hislop,
- Todd Hlushko,
- Jonas Höglund,
- Randy Holt,
- Roman Horák,
- Phil Housley,
- Ken Houston,
- Jiří Hrdina,
- Brett Hull,
- Cale Hulse,
- Mark Hunter,
- Tim Hunter,
- Jamie Huscroft,
- Kristian Huselius,

## I

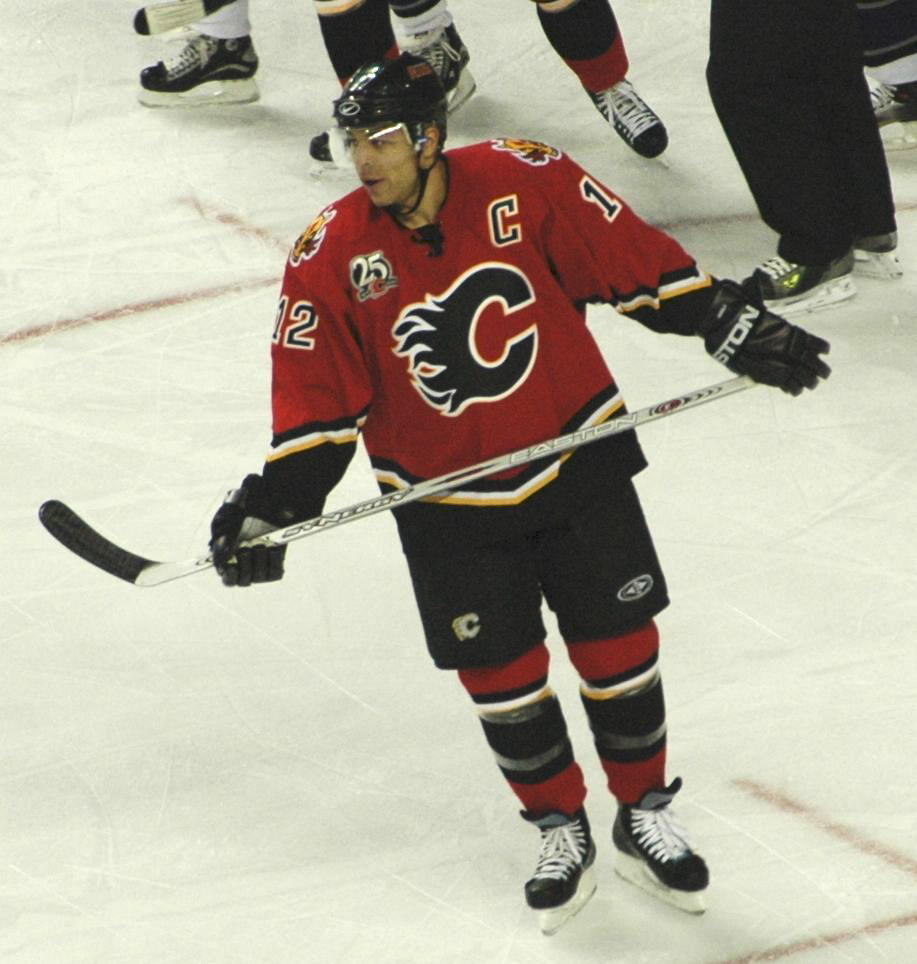
Jarome Iginla

- Jarome Iginla,
- Earl Ingarfield, Jr.,
- Leland Irving,
- Raitis Ivanāns,

## J

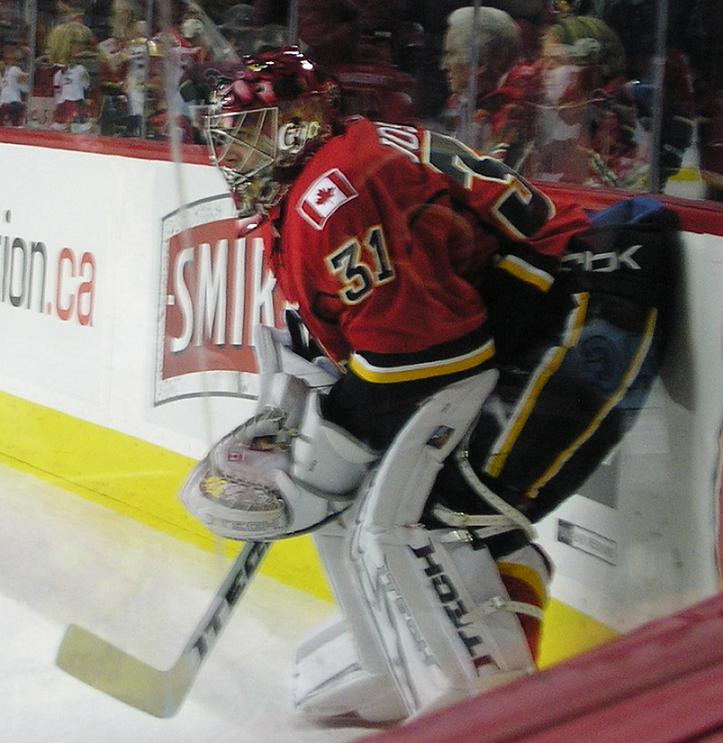
Curtis Joseph

- Tim Jackman,
- Jim Jackson,
- Jason Jaffray,
- Kari Jalonen,
- Marko Jantunen,
- Andreas Johansson,
- Mathias Johansson,
- Roger Johansson,
- Terry Johnson,
- Olli Jokinen,
- Blair Jones,
- David Jones,
- Josh Jooris,
- Curtis Joseph,

## K

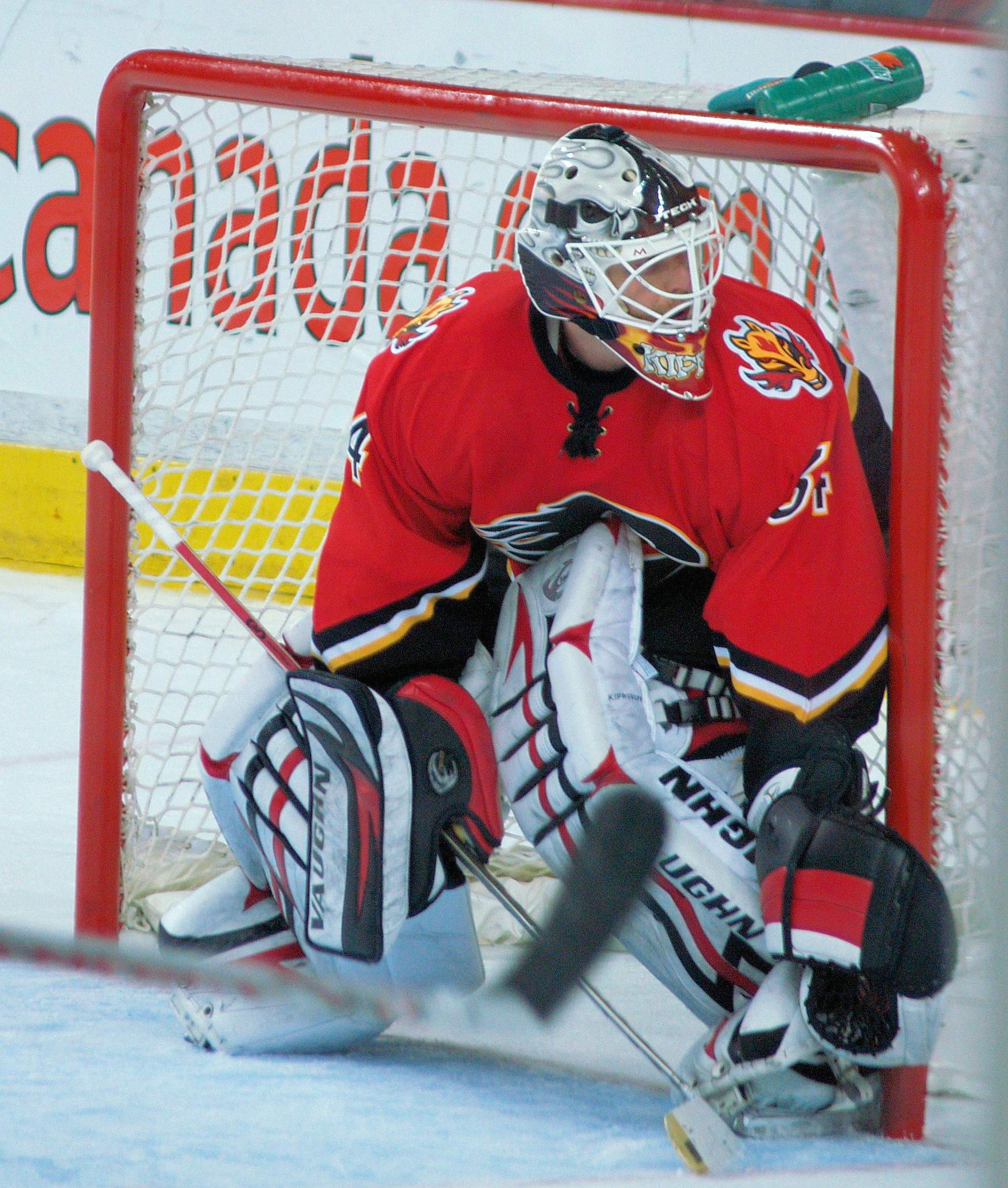
Miikka Kiprusoff

- Henrik Karlsson,
- Dan Keczmer,
- Matt Keetley,
- Sheldon Kennedy,
- Trevor Kidd,
- Miikka Kiprusoff,
- Kelly Kisio,
- Corban Knight,
- Chuck Kobasew,
- Ladislav Kohn,
- Krystofer Kolanos,
- Steve Konroyd,
- Jim Korn,
- Tom Kostopoulos,
- Aleš Kotalík,
- Igor Kravcsuk,
- Szergej Krivokraszov,
- Richard Kromm,
- Staffan Kronwall,
- Paul Kruse,
- Brett Kulak,
- Jim Kyte,

## L
- Dan Labraaten,
- Sasha Lakovic,
- Bobby Lalonde,
- Mark Lamb,
- Eric Landry,
- Daymond Langkow,
- Claude Lapointe,
- Guy Larose,
- Kevin LaVallee,
- Patrick Lebeau,
- Pierre-Luc Letourneau-Leblond
- Mike Leclerc,
- Gary Leeman,
- Rejean Lemelin,
- Jocelyn Lemieux,
- Jordan Leopold,
- Rick Lessard,
- Alan Letang,
- Don Lever,
- Chris Lindberg,
- Bill Lindsay,
- Matthew Lombardi,
- Håkan Loob,
- Dave Lowry,
- Lynn Loyns,
- Jamie Lundmark,
- Toni Lydman,

## M
- Lane MacDermid.
- Craig MacDonald,
- Joey MacDonald,
- Al MacInnis,
- Brian MacLellan,
- Bob MacMillan,
- Jamie Macoun,
- Szergej Makarov,
- Tomi Maki,
- Stewart Malgunas,
- Bryan Marchment,
- Nevin Markwart,
- Brad Marsh,
- Stephane Matteau,
- Alan May,
- Gary McAdam,
- Dean McAmmond,
- Sandy McCarthy,
- Darren McCarty,
- Brad McCrimmon,
- Lanny McDonald,
- Curtis McElhinney,
- Brian McGrattan,
- Marty McInnis,
- Alex McKendry,
- Jamie McLennan,
- Dale McTavish,
- Greg Meredith,
- Corey Millen,
- Brad Miller,
- Carl Mokosak,
- Sean Monahan,
- Steve Montador,
- Jason Morgan,
- Derek Morris,
- Scott Morrow,
- David Moss,
- Tyler Moss
- Mike Mottau,
- Rick Mrozik,
- Joe Mullen,
- Bob Murdoch,
- Marty Murray,
- Dana Murzyn,
- František Musil
- Jason Muzzatti

## N
- Ric Nattress,
- Andrej Nazarov,
- Scott Nichol,
- Barry Nieckar,
- Rob Niedermayer,
- Ville Nieminen,
- Joe Nieuwendyk,
- Marcus Nilson,
- Kent Nilsson,
- Owen Nolan,
- Lee Norwood,
- Michael Nylander,
- Eric Nystrom,

## O
- Shane O’Brien,
- Chris O’Sullivan,
- Krzysztof Oliwa,
- Darryl Olsen,
- Joni Ortio,
- Mark Osiecki,
- Joel Otto,

## P
- Greg Pankewicz,
- Greg Paslawski,
- James Patrick,
- Colin Patterson,
- Mike Peluso,
- Jim Peplinski,
- Michel Petit,
- Ronald Petrovický,
- Dion Phaneuf,
- Willi Plett,
- Émile Poirier,
- Corey Potter,
- Wayne Primeau,
- Brandon Prust,
- Szergej Priahin,

## Q
- Dan Quinn

## R
- Yves Racine,
- John Ramage,
- Rob Ramage,
- Tim Ramholt,
- Karri Ramo,
- Paul Ranheim,
- Pekka Rautakallio,
- Mason Raymond,
- Jeff Reese,
- Richie Regehr,
- Robyn Regehr,
- Robert Reichel,
- Dave Reierson,
- Paul Reinhart,
- Steven Reinprecht,
- Pat Ribble,
- Pat Riggin,
- Pierre Rioux,
- Doug Risebrough,
- Byron Ritchie,
- Gary Roberts,
- Dave Roche,
- Dwayne Roloson,
- Kris Russell,
- Phil Russell,

## S
- Dany Sabourin,
- Ken Sabourin,
- Oleg Szaprikin,
- Yves Sarault,
- Cory Sarich,
- Philippe Sauve,
- Marc Savard,
- Brad Schlegel,
- David Schlemko,
- Paxton Schulte,
- Darrel Scoville,
- Devin Setoguchi,
- Darryl Shannon,
- Jeff Shantz,
- Warren Sharples,
- Neil Sheehy,
- Drew Shore,
- Martin Simard,
- Chris Simon,
- Todd Simpson,
- Jarrod Skalde,
- Brian Skrudland,
- Blake Sloan,
- Ladislav Smid,
- Brad Smith,
- Derek Smith,
- James Smith,
- Mark Smith,
- Greg Smyth,
- Martin Sonnenberg,
- Lee Sorochan,
- Martin St. Louis,
- Matt Stajan
- Ron Stern,
- Tony Stiles,
- Cory Stillman,
- Ben Street,
- David Struch,
- Brad Stuart,
- Mike Sullivan,
- Niklas Sundblad,
- Gary Suter,
- Ron Sutter,
- Bob Sweeney,
- Tim Sweeney,

## T
- Rick Tabaracci,
- Steve Tambellini,
- Alex Tanguay,
- Daniel Taylor
- Rocky Thompson,
- German Titov,
- Daniel Tkaczuk,
- John Tonelli,
- Pavel Torgajev,
- Andrej Trefiljov,
- Roman Turek,
- Randy Turnbull,

## V
- Bryce Van Brabant
- Eric Vail,
- Jim Vandermeer,
- Szerhij Varlamov,
- Mike Vernon,
- Vesa Viitakoski,
- Mickey Volcan

## W
- Howard Walker,
- Wes Walz,
- Rick Wamsley,
- Gord Wappel,
- Ed Ward,
- Rhett Warrener,
- Brad Werenka,
- Kevin Westgarth,
- Dennis Wideman
- Jason Wiemer,
- Clarke Wilm,
- Bert Wilson,
- Carey Wilson,
- Rik Wilson,
- David Wolf
- Kevin Wortman,
- Tyler Wotherspoon,
- Ken Wregget,
- Jamie Wright,

## Y
- Trent Yawney,
- Stephane Yelle,
- C. J. Young,

## Z
- Zarley Zalapski,
- Richard Zemlak,
- Andrej Zjuzsin,